# Заречье (Ульяновский район)
Заре́чье — село в Ульяновском районе Калужской области России. Административный центр сельского поселения «Село Заречье».

## География
Село расположено на берегу реки Сорочка, в районе соединения реки с Вытебетью.
Расстояние от села до районного центра Ульяново – 7 км, до регионального центра Калуги – 127 км.
С запада Заречье граничит с селом Дурнево, с севера расположено село Дебрь, с юго-востока, в 2-х километрах расположена деревня Милюгановский.

## Климат
Климат в регионе умеренно континентальный. Характеризуется теплым летом, умеренно холодной с устойчивым снежным покровом зимой и хорошо выраженными, но менее длительными переходными периодами – весной и осенью. В конце лета – начале осени, нередко во второй половине зимы и весной, преобладает западный тип атмосферной циркуляции, сопровождающийся активной циклонической деятельностью, значительными осадками, положительными аномалиями температуры воздуха зимой и отрицательным летом. Для села характерно избыточное количество влаги. В среднем выпадает чуть более 650 мм осадков в год. Число дней с относительной влажностью воздуха 80% и более за год составляет 125-133. Две трети осадков выпадает в теплый период года (апрель - октябрь) в виде дождя, одна треть - зимой в виде снега.

## Население
| 2010  | 2020 |
| ----- | ---- |
| ↘1013 | ↘933 |

Согласно переписи населения 2002 года, 99% жителей села — русские.

## Инфраструктура
В селе расположены средняя общеобразовательная школа на 220 мест, детский сад «Ромашка» на 180 мест, дом культуры на 300 мест.

## Экономика
Крупнейшее предприятие — ООО «Заречье» (род деятельности - лесное хозяйство).